# Museum Wäschefabrik
Das Museum Wäschefabrik ist ein Museum in der ostwestfälischen Stadt Bielefeld und zeigt die Arbeitsbedingungen in einer Wäschefabrik am Originalschauplatz. Von 1899 bis 1938 wurde die Wäschefabrik von Hugo Juhl, der das Fabrikgebäude 1913 errichten ließ, geleitet. Im Zuge der Arisierung kauften die Brüder Georg und Theodor Winkel die Fabrik, in der bis in die 1980er Jahre Textilprodukte hergestellt wurden. Im Jahr 1997 wurde das Museum am historischen Ort auf Initiative des 1987 gegründeten Fördervereins „Projekt Wäschefabrik e. V.“ eröffnet.

## Geschichte

### Geschichte der Wäschefabrik
1899 übernahmen Hugo Juhl und Max Helmke das seit 1884 bestehende Bielefelder Leinen- und Wäschegeschäft Fa. M. Dahl nach dem Tod des Firmengründers Moritz Dahl 1899 von dessen Witwe. Sie waren beide führende Angestellte der Firma. Seit 1907 trug die Firma den Namen Vereinigte Wäschefabriken Juhl & Helmke. Auch die Firma M. Dahl (später Dahl & Co.) wurde von Juhl und Helmke weitergeführt. 1911 schied Max Helmke aus der Firma aus; der Firmenname Juhl & Helmke blieb jedoch bestehen. 1912 kaufte Hugo Juhl mithilfe der Mitgift seiner Frau die Grundstücke Viktoriastraße 48 und 50 mit den dahinter liegenden Grundstücken und ließ dort im Hinterhof eine Wäschefabrik mit integriertem Wohnhaus errichten, das gleichzeitig als Wohnung für den jüdischen Fabrikgründer Hugo Juhl und seine Familie diente. Das Gebäude wurde 1913 nach dem Entwurf des Architekten Arthur Busse fertiggestellt.
In der Blütezeit der Aussteuerproduktion Mitte der 1920er Jahre eröffnete Hugo Juhl in den Häusern Viktoriastraße 65 und Heeper Straße 48 weitere Näh- und Sticksäle. 1924 beschäftigte die Firma 210 Arbeiter und Arbeiterinnen, die Angestellten wurden nicht erfasst. Es war damals der viertgrößte Betrieb der Branche in Bielefeld. Die Wäsche wurde über Provisionsvertreter nur an Privatkunden verkauft. Ende der 1920er Jahre kam infolge der Weltwirtschaftskrise ein großer Einbruch in den Beschäftigtenzahlen, sodass Hugo Juhl 1931 die Produktion wieder auf das ursprüngliche Gebäude konzentrierte. Genäht wurden Bett- und Tischwäsche, Nacht- und Unterwäsche sowie Herrenhemden und Damenblusen.

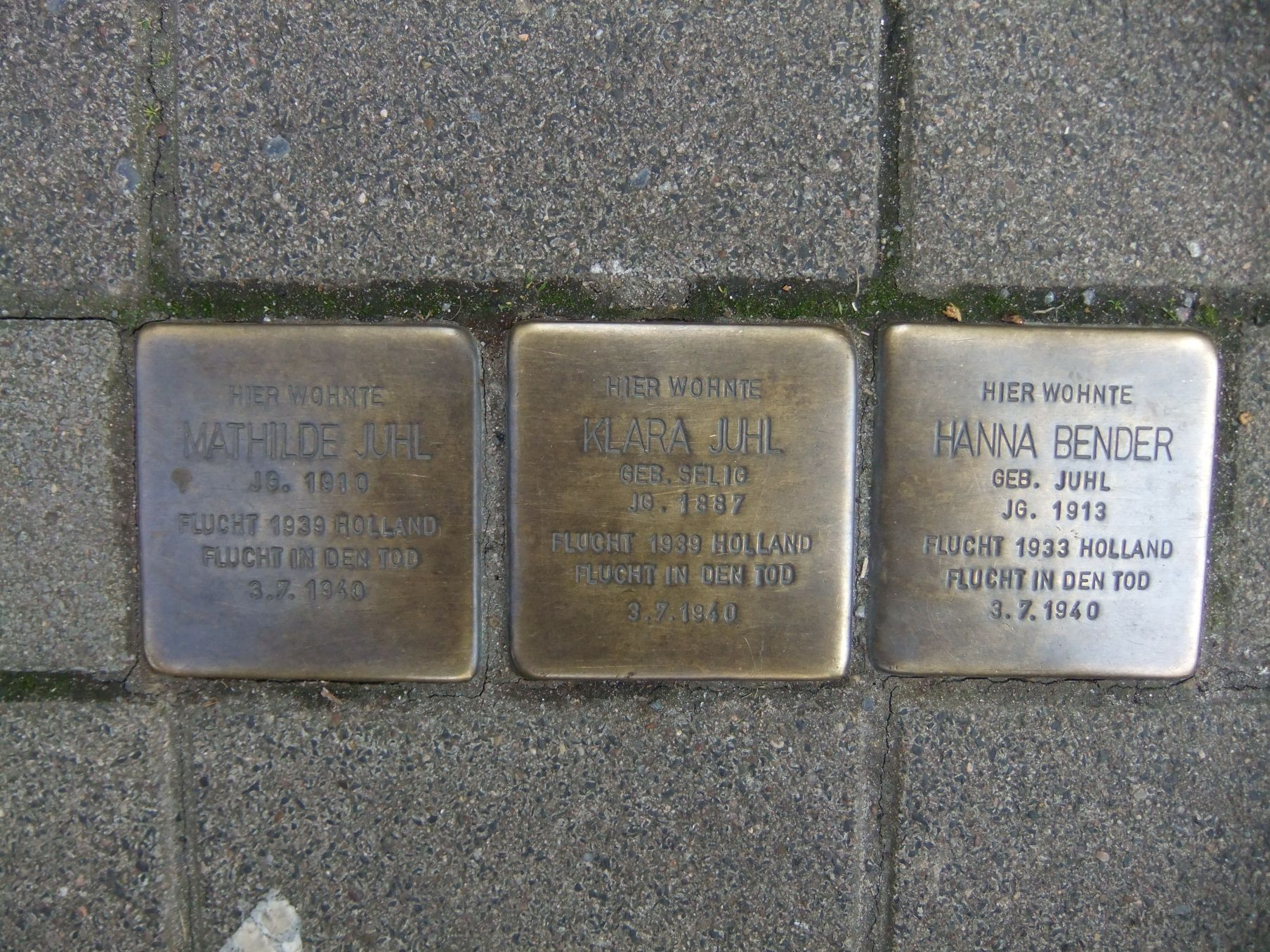
Stolpersteine von Mathilde Juhl, Klara Juhl und Hanna Bender

Im März 1938 verkaufte Juhl, der „Arisierung“ vorgreifend, die Wäschefabrik an die Brüder Theodor und Georg Winkel aus Dresden, die dort einen Verlag für katholische Schriften betrieben. Am 10. Juni 1939 starb Hugo Juhl im Franziskus Hospital Bielefeld an Nieren- und Kreislaufversagen. Er wurde auf dem jüdischen Friedhof am Haller Weg begraben. Seine Tochter Hanna war mit ihrem Ehemann Fritz Bender bereits 1933 nach Holland emigriert. Dorthin folgten ihnen nach Hugo Juhls Tod die zweite Tochter Mathilde und die Witwe Klara. Nach dem Einmarsch der deutschen Armee in Holland am 10. Mai 1940 gelang nur Fritz Bender die Flucht in einem Ruderboot nach England. Klara und Mathilde Juhl sowie Hanna Bender mit ihrer kleinen Tochter Marianne nahmen sich am 3. Juli 1940 in Amsterdam das Leben.

Werkstor

1941 war die Fabrik in Vereinigte Wäschefabriken Th. und G. Winkel umbenannt worden. Die Gebrüder Winkel wohnten zunächst weiterhin in Dresden und ließen die Wäschefabrik durch Prokuristen verwalten. 1944 wurden die meisten Nähmaschinen im Zuge der Gründung einer „Kriegsbetriebsgemeinschaft“ mit der Firma Wäsche-Schmitz in deren Räume in die Düppelstraße, am heutigen Willy-Brandt-Platz, verbracht, die übrigen Maschinen in der Gastwirtschaft Frehe ausgelagert. Das Gebäude der Wäschefabrik Jakob Schmitz wurde am 30. September 1944 bei dem großen Bombenangriff auf Bielefeld völlig zerstört. Anfang August 1945 konnte die Produktion mit den verbleibenden Maschinen in der Viktoriastraße 48a wieder aufgenommen werden. 1948 zogen Theodor und Georg Winkel mit ihren Familien nach Bielefeld in das Fabrikgebäude und übernahmen selbst die Leitung der Wäschefabrik. Mitte der 1950er Jahre wurden größere Umbaumaßnahmen durchgeführt, wie die Unterkellerung des Fabrikgebäudes, wo ein Versandraum entstand.
Nach anfänglichem Aufschwung in den 1950er Jahren gingen die Aufträge in den 1960er Jahren zurück. Die letzten Investitionen wurden 1964 getätigt. Aufgrund der einsetzenden Textilkrise und der Konkurrenz aus großindustrieller Produktion, die zunehmend in sogenannten „Billiglohnländern“ stattfand, gingen die Aufträge und damit die Belegschaft ständig zurück. Außerdem machte der Einzug der Waschmaschine in die Haushalte eine große Aussteuer überflüssig, weil das kurzfristige Waschen einfacher wurde. Zudem änderten sich die rechtlichen Verhältnisse. Am 3. Mai 1957 entfiel mit der Verabschiedung des Gleichberechtigungsgesetzes von Mann und Frau das bisher verbriefte Recht der Töchter auf eine von den Eltern finanzierte Aussteuer. Waren in der Blütezeit 1924 210 Näherinnen in der Wäschefabrik beschäftigt, so waren es Ende der 1970er Jahre nur noch vier. 1981 starb Georg Winkel. Theodor führte die Firma, die nicht aus dem Handelsregister gelöscht wurde, mit einer Buchhalterin und vier Näherinnen, die jeweils bei Bedarf auf Abruf kamen, bis zu seinem Tod 1990 weiter.

Innenräume der Wäschefabrik
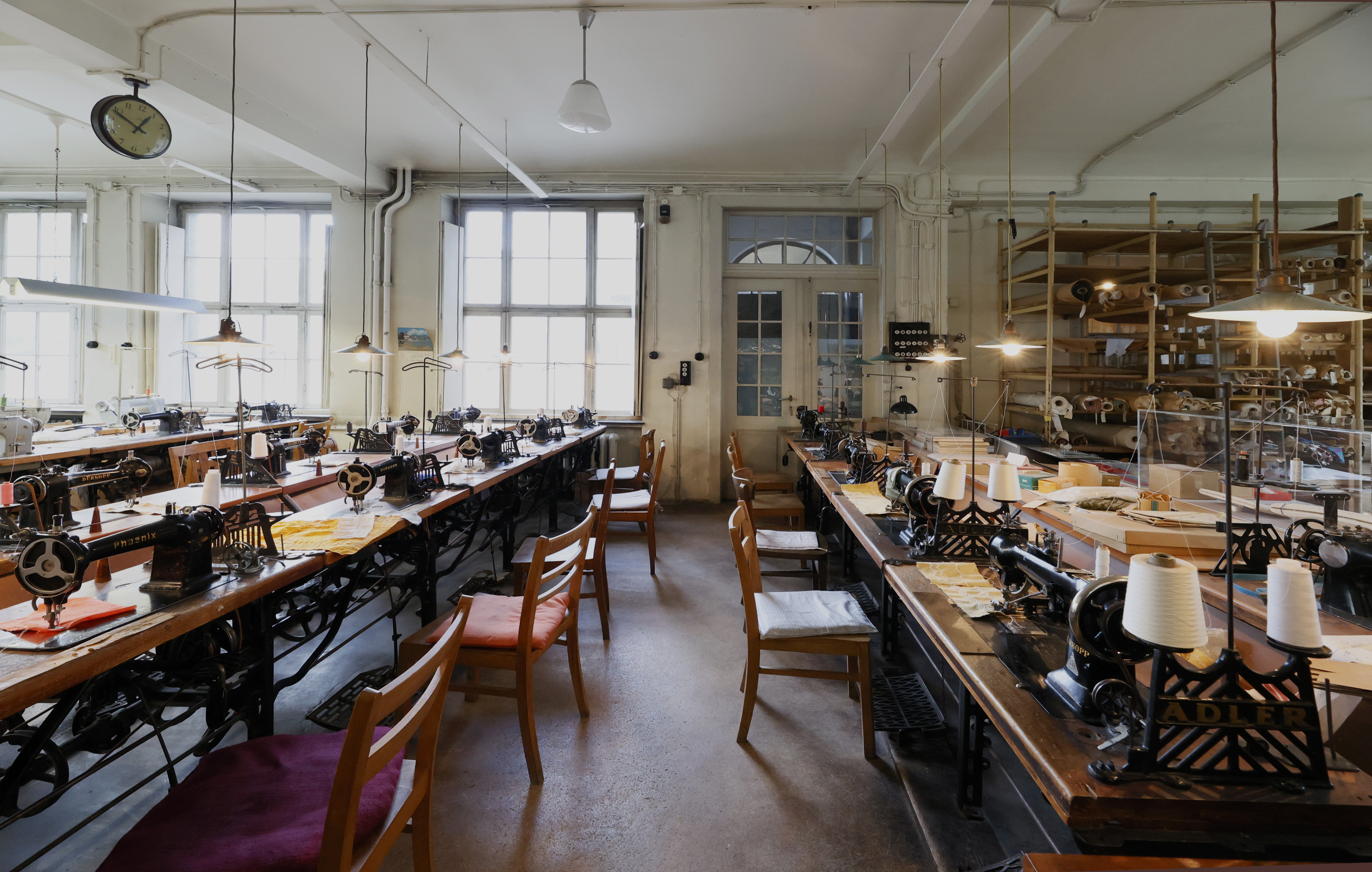
Nähsaal der Wäschefabrik
Buchhaltung
Verwaltung
Materiallager

### Geschichte des Museums

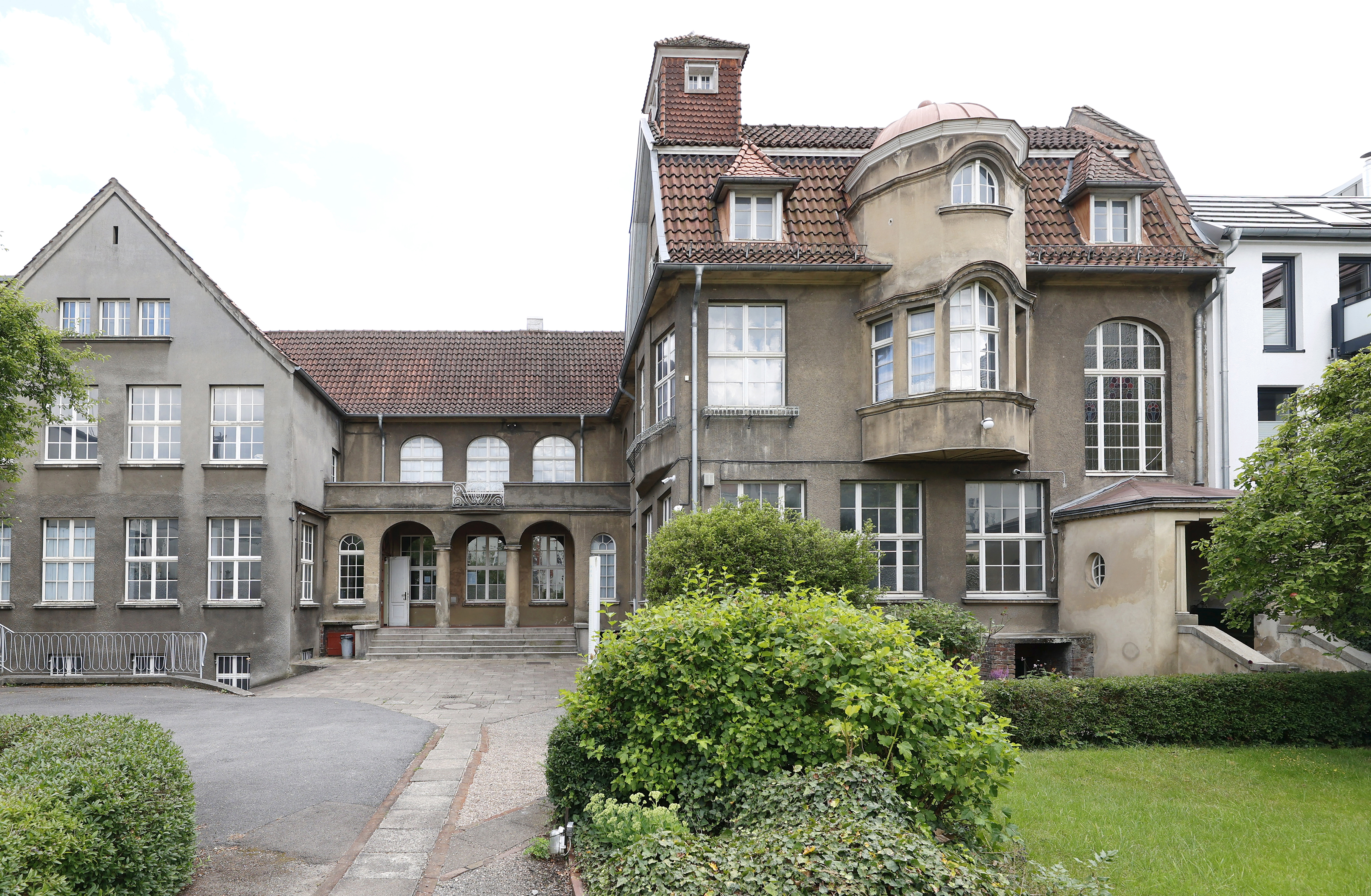
Museum Wäschefabrik, 2024

1986 entdeckte ein Industriefotograf die Wäschefabrik. Im darauf folgenden Jahr wurde ein Förderverein „Projekt Wäschefabrik e. V.“, gegründet, der sich für den Erhalt der Wäschefabrik einsetzte. Das Gebäude wurde 1987 unter Denkmalschutz gestellt. 1993 konnte der Förderverein das Gebäude erwerben und in ehrenamtlicher Arbeit zum Museum umgestalten. 1997 wurde die Fabrik als Museum Wäschefabrik eröffnet. 1998 wurde in den Räumlichkeiten für den Film Sturmzeit Szenen in einem Nähsaal der 1920er Jahre gedreht. Im Jahre 2000 zeichnete das Deutsche Nationalkomitee für Denkmalschutz den Förderverein mit dem „Deutschen Preis für Denkmalschutz“ aus: die Silberne Halbkugel. Das Museum ist Teil des European Textile Network (ETNET) und verschiedener lokaler Industriedenkmalrouten.

## Ausstellung
Das Museum besitzt keine Ausstellung im herkömmlichen Sinne, sondern ist ein begehbares Denkmal. An den Originalarbeitsplätzen werden auf Stelen Hintergrundinformationen zu den jeweiligen Räumlichkeiten und den Arbeitsbedingungen gegeben. Eine Medienpräsentation im Eingangsbereich des Museums vergegenwärtigt die Geschichte der Gründerfamilie Juhl. Das Museum stellt ein einzigartiges Zeugnis der Industriekultur der ersten Hälfte des zwanzigsten Jahrhunderts dar; seit 1964 erfolgten keine Veränderungen am Inventar mehr.
Maschinen- und Büroausstattung wurden so lange benutzt, wie sie noch reparierbar waren. Allerdings waren neu angeschaffte Maschinen häufig auf dem neusten Stand, da durch einen Vertrag mit den benachbarten Dürkopp-Werken Vorserien-Modelle aufgestellt wurden, um sie im realen Betrieb zu testen. Insgesamt beherbergt der Nähsaal über 50 Näh- und Stickmaschinen, die zwischen 1914 und 1962 gebaut wurden, zumeist von Bielefelder Herstellern wie Dürkopp, Adler, Anker und Phoenix, aber auch von Singer.
Da das Museum von einem Förderverein größtenteils ehrenamtlich betrieben wird, ist es nur sonntags von 11 bis 18 Uhr geöffnet. Unter der Woche führen Mitglieder des Fördervereins auf Anfrage Besuchergruppen durch die Fabrik. Einmal im Monat finden offene Führungen durch das umliegende Bielefelder Spinnereiviertel sowie durch das Gebäude statt. Ebenfalls einmal im Monat wird in Stick- und Nähvorführungen der Umgang mit den historischen Maschinen demonstriert. Zweimal im Monat und verstärkt in den Schulferien werden für Kinder museumspädagogische Veranstaltungen zum Mitmachen angeboten. Von Frühjahr bis Herbst gibt es in der Unternehmerwohnung den „Kleinen Kultursalon“: hier wird mit Musik, Kabarett, Vorträgen und Lesungen die Idee des musikalischen und literarischen Salons wiederbelebt.

Exponate
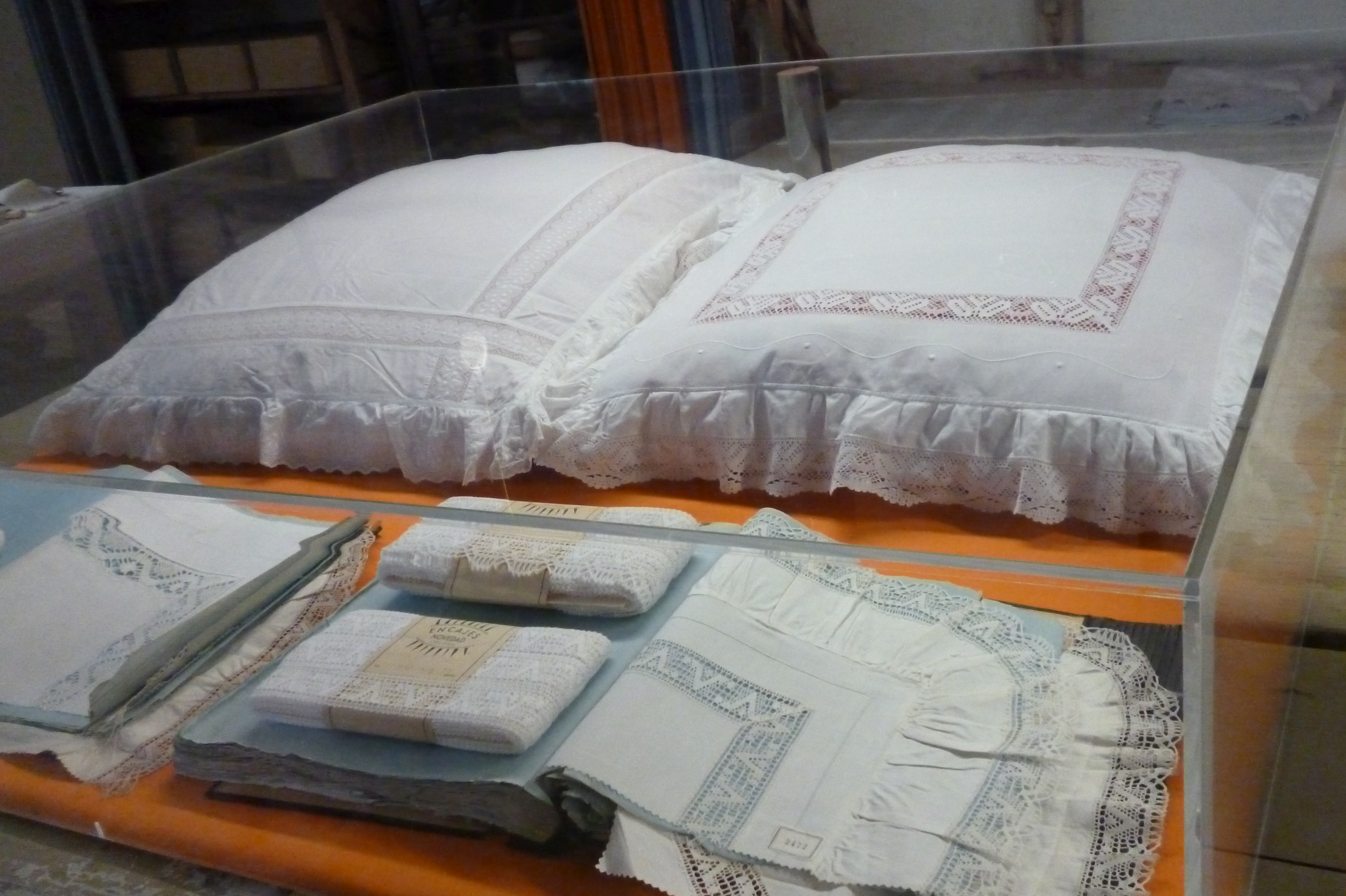
Paradekissen
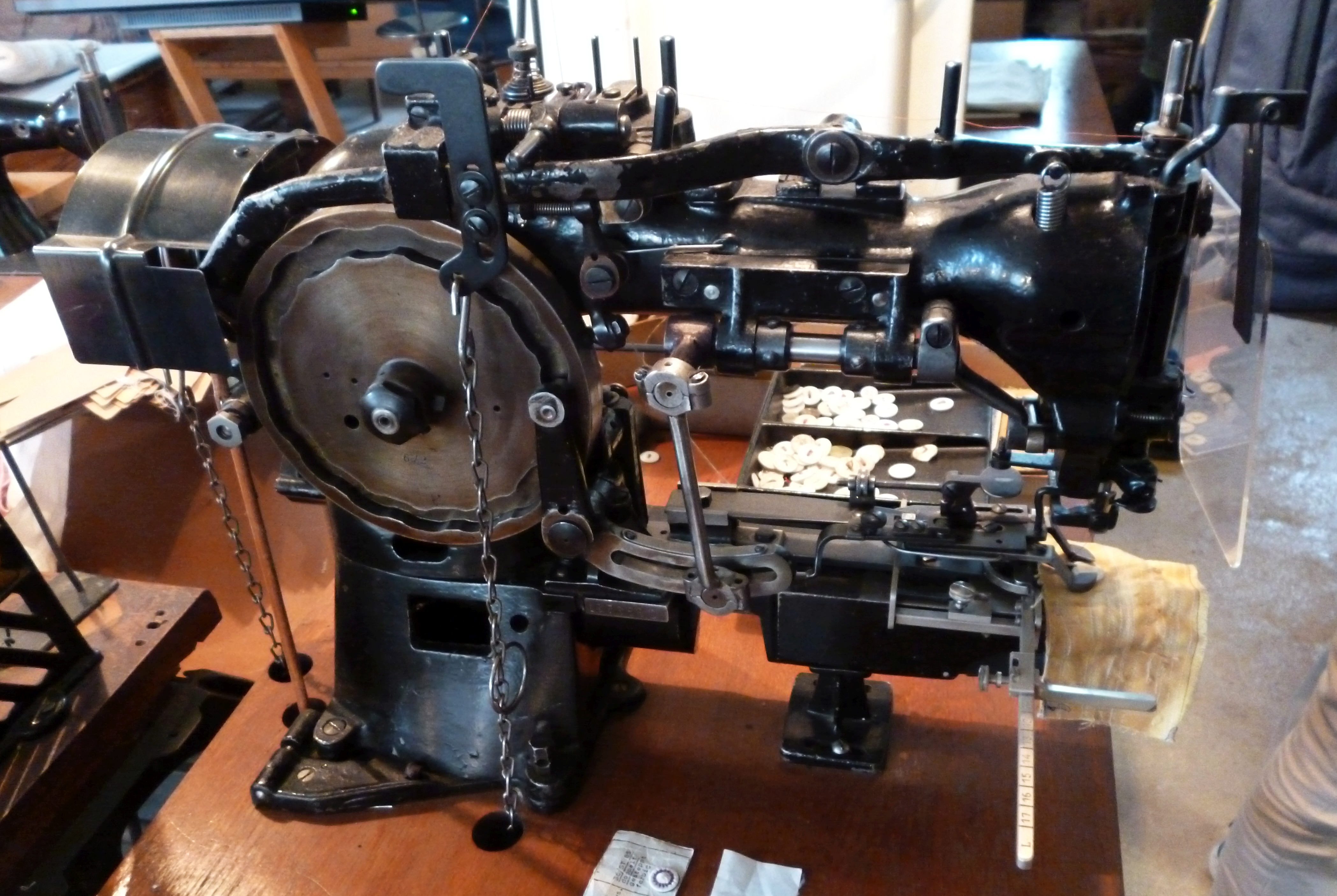
Kettenstich-Knopfannähmaschine Dürkopp Klasse 566-104
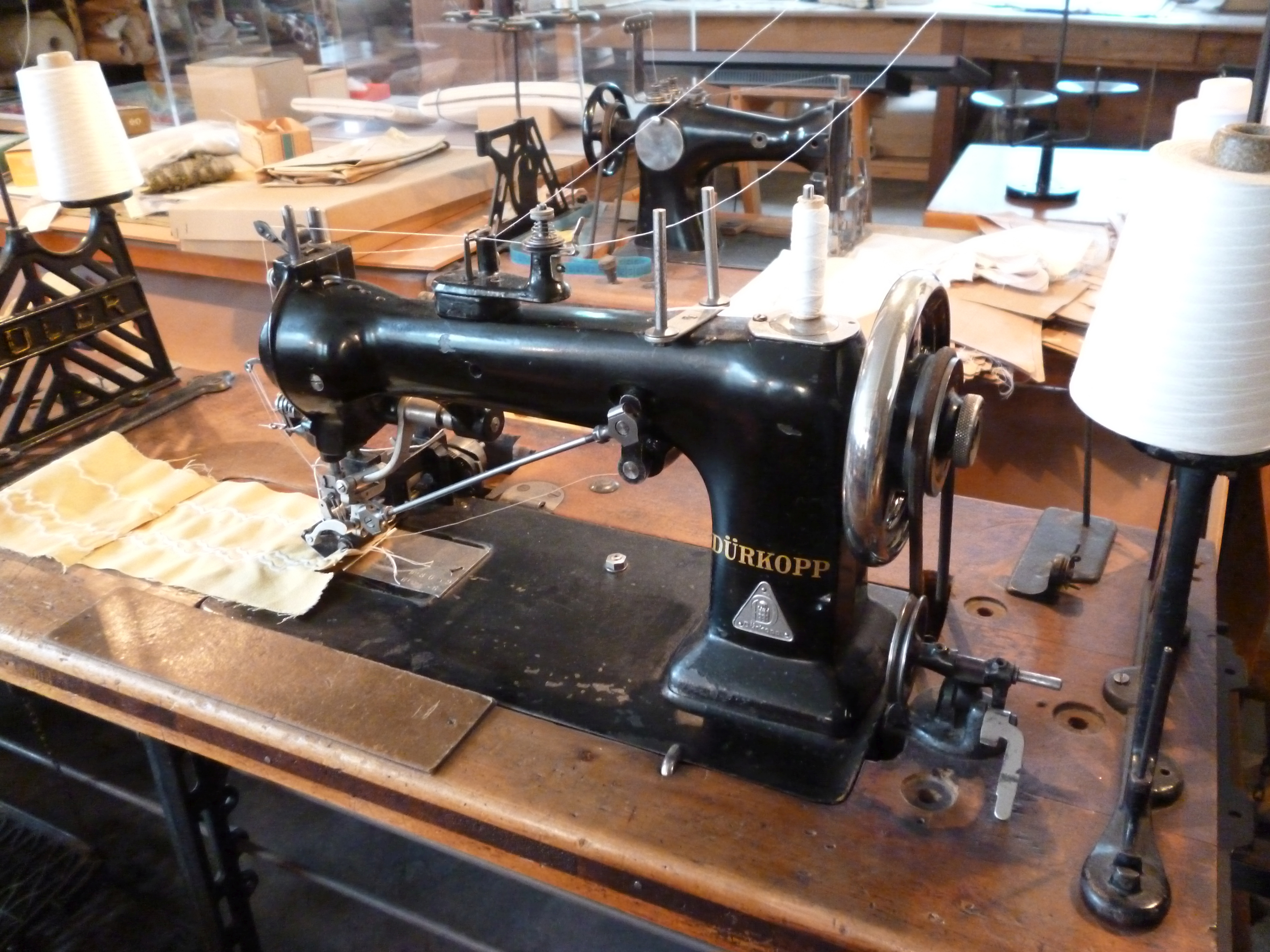
Nähmaschine Dürkopp Klasse 43-6
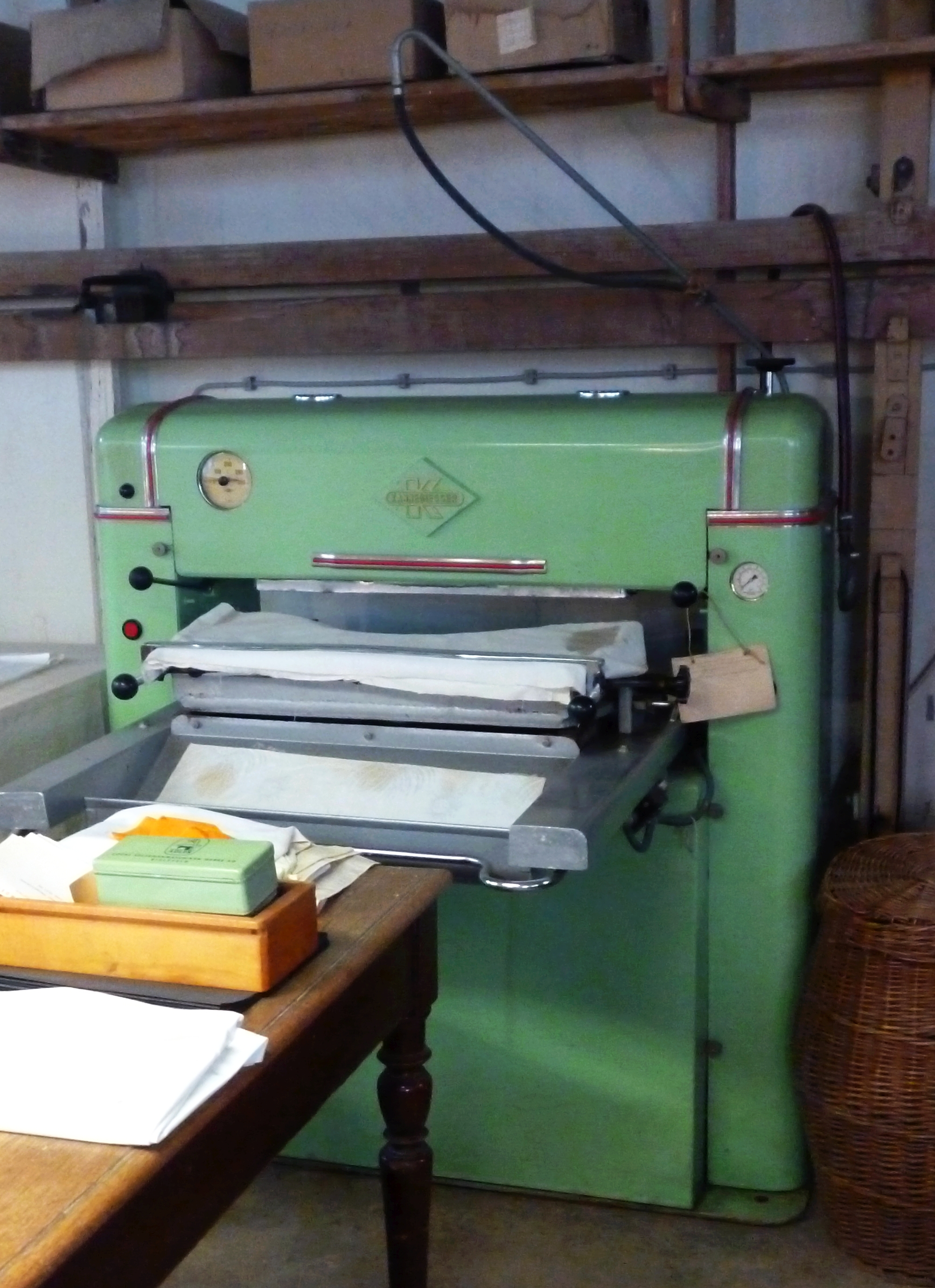
Schubladenpresse